# Mogi Desbravadores
Mogi Desbravadores é uma equipe de futebol americano amadora brasileira do Estado de São Paulo.

## História
Criada em janeiro de 2014 em parceria com o Clube Vila Santista de Mogi das Cruzes, que oferece a estrutura para o time como campo, treinamentos, espaço para vídeos etc.
A equipe realiza regularmente seletivas para novos atletas no time, especialmente para Flag. Para as inscrições pedem a colaboração de um quilo de alimento não-perecível que revertem para as famílias carentes da cidade.

### Disputas
Em 2015, Mogi Desbravadores foi o primeiro time novato a conquistar um título com a conquista do Metropolis Bowl 2015.
Iniciou na modalidade de Flag Football, ou seja, partidas disputadas com contato limitado, em virtude da falta de utilização de equipamentos de proteção.
Em 2016, o time iniciou treinos na categoria Full Pad e em 2017 fez sua estreia no Torneio Super 8 com regras e equipamentos semelhantes à NFL, apesar de não abandonar o projeto do Flag.

### Escudo

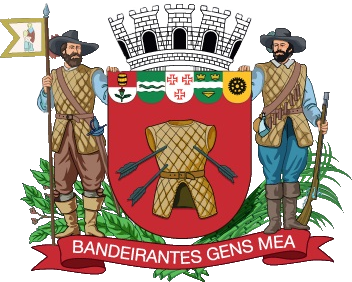
Brasão da cidade com a representação dos Bandeirantes desbravadores

Tem como escudo a figura de um bandeirante. Na história de Mogi das Cruzes, foram os bandeirantes que desbravaram as matas a partir de onde foi criada a cidade.

### Uniforme

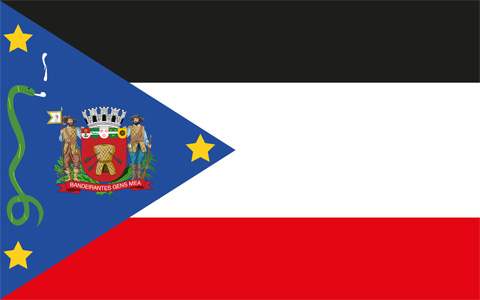
Bandeira da cidade que originou as cores do uniforme do time

Leva em seu uniforme as cores da bandeira da cidade: branco, vermelho, preto (representando a população), o azul (o céu) e três estrelas amarelas (expansão dos bandeirantes mogianos nos sentidos norte, noroeste e sudoeste). Existe uma pequena variação entre os uniformes de Full Pad e Flag Football.

#### Uniforme Full Pad
Uniforme Titular: Camisa branca com listras azuis e vermelhas, calças e meias vermelhas.
Uniforme Reserva: Camisa azul com mangas brancas e listras vermelhas e meias vermelhas.

#### Uniforme Flag Football
Uniforme Titular: Camisa branca com listras azuis e vermelhas, calção preto e meias vermelhas.
Uniforme Reserva: Camisa azul com mangas brancas e listras vermelhas e meias vermelhas.

## Títulos
Campeão - Metropolis Bowl (LPFA): 2015
 Vice-campeão - Sampa Bowl 2015
 Campeão - Torneio Super 8 2017